# Johann August Hellmann
Johann August Hellmann, född 26 april 1793 i Friedrichroda, Sachsen-Gotha-Altenburg, död 24 juli 1847 i Stockholm, var en fagottist vid Kungliga hovkapellet.

## Biografi
Johann August Hellmann föddes i Friedrichroda, Sachsen-Gotha-Altenburg. Han gifte sig 30 september 1828 med Karin Peterson. Han var oboist vid Svea livgarde. Hellmann anställdes 1 januari 1824 som fagottist vid Kungliga hovkapellet i Stockholm. Han avled 24 juli 1847 i Stockholm.